# Земко, Андрей Петрович
Андрей Петрович Земко (26 мая 1961, Ангарск, Иркутская область, СССР — 2 июля 1988, Тольятти, Самарская область, СССР) — советский хоккеист, центральный нападающий. Мастер спорта СССР.

## Биография
Воспитанник ангарского хоккея. Вместе с Сергеем Земченко начинал в детской команде «Чайка» под руководством Льва Анисимова. Участвовал в городском турнире «Золотая шайба» . Впоследствии обоих парней пригласили в юношескую команду «Ермака». Тренер Вячеслав Соколов создал атакующее звено Земченко — Земко — Овчинников, и в таком составе оно выступало за сибирский клуб, киевский «Сокол» и молодёжную сборную Советского Союза. В команде мастеров «Ермака» дебютировал в 17 лет. За два сезона выступлений во второй лиге забросил три шайбы.
Летом 1980 года Земко и Овчинникова пригласили в «Сокол», а Земченко уже там выступал с конца прошлого сезона. В составе молодежной сборной СССР завоевал бронзовую медаль на чемпионате мира 1981 года в Германии. На турнире провел пять матчей и отметился одной заброшенной шайбой. На протяжении всей карьеры играл на позиции центрального нападающего. В чемпионате 84/85 потерял место в основном составе киевского клуба. Провел только тринадцать лиговых матчей из сорока. В середине сезона был переведен в состав другой киевской команды — ШВСМ, которая выступала во второй лиге. Всего в высшей лиге сыграл в 172 матчах, забросил 30 шайб и сделал 14 результативных передач.
Следующие три года выступал за «Торпедо» (Тольятти). В первом сезоне команда заняла третье место в переходном турнире за право выступления в элите советского хоккея. В первой лиге провёл 175 матчей, забросил 38 шайб, сделал 25 результативных передач.
2 июля 1988 года, после тренировочного кросса, Андрей Земко не возвратился на спортивную базу. Его нашли на обочине дороги мёртвым. После вскрытия медики не пришли к мнению что стало причиной смерти.